# Olympiakos Volos FC
Olympiakos Volou FC 1937  este un club de fotbal din Volos, Grecia. Echipa susține meciurile de acasă pe Stadionul Panthessaliko cu o capacitate de 23.700 de locuri.

## Jucători notabili
- Imre Boda
- Takis Synetopoulos
- Giwrgos Karamihalos
- Vasilis Vasilakos
- Vasilis Karaiskos
- Vasilis Botinos
- Paschalis Seretis